# توبؤ القصدير

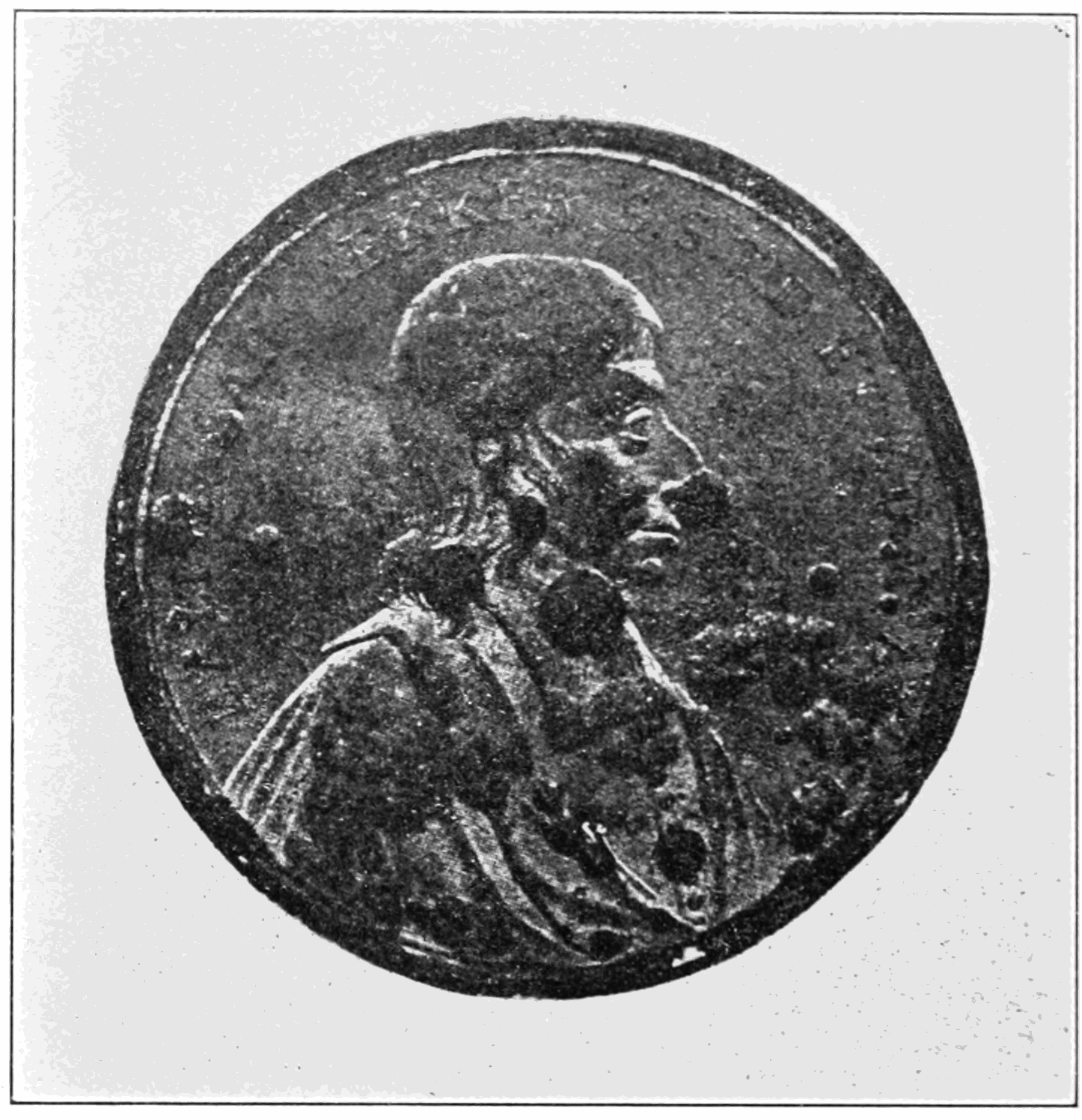
ميدالية مصنوعة من القصدير يبدو عليها آثار توبؤ القصدير.

تَوَبُّؤ القصدير  أو هشيم القصدير هي ظاهرة تحوّل تآصلية ذاتية التحفيز لعنصر القصدير، والتي تسبب حدوث اهتراء ونقص في كفاءة أداء الأشياء المصنوعة من القصدير عند درجات حرارة منخفضة. سميت هذه الظاهرة بتوبؤ القصدير أو وباء القصدير أو طاعون القصدير لأن الأشياء المصنوعة من هذا العنصر تتحول إلى مسحوق هش.
لوحظت هذه الظاهرة منذ القرون الوسطى في البلدان الأوروبية الباردة في أنابيب الأرغن، حيث كانت تتسارع العملية عند تردّي القصدير. كما تلاحظ هذه الظاهرة حديثاً في الدارات الكهربائية التي تستخدم سبيكة لحام القصدير المصنوعة من القصدير الخالص، بعد منع استعمال إضافة الرصاص إليها في اللحام بالقصدير؛ حيث أن إضافته يمتع تشكل أسلاك التماس.

## التحول التآصلي
عند درجة حرارة مقدارها 13.2 °س وما دونها يتحول القصدير الخالص من الشكل المتآصل بيتا β الفضي القابل للسحب إلى الشكل التآصلي ألفا α الرمادي الهش غير الفلزي. يكون التحول ذاتي التحفيز ولكنه بطيء بسبب طاقة التنشيط المرتفعة، ولكن يمكن أن يتحفز بوجود الجرمانيوم أو أي عنصر له بنية بلورية ذات شكل وأبعاد مماثلة، أو عند درجات منخفضة جداً حوالي −30 °س. تترافق العملية أيضاً بحدوث زيادة في الحجم تبلغ حوالي 27%.

## أمثلة تاريخية محتملة

### رحلة سكوت إلى القارة القطبية الجنوبية
في عام 1910 كان المستكشف القطبي البريطاني روبرت سكوت يأمل أن يكون أول من يصل إلى القطب الجنوبي، لكنه هزم على يد المستكشف النرويجي رولد أموندسن. مشياً على الأقدام سارت البعثة عبر الصحاري المتجمدة في القطب الجنوبي، وساروا بحثاً عن مخابئ الطعام والكيروسين المتراكمة في الطريق. في أوائل عام 1912 في المخبأ الأول لم يكن هناك كيروسين؛ وكانت العلب الملحومة بالقصدير فارغة. من الممكن أن يكون سبب العلب الفارغة مرتبطًا بآفة القصدير. تم استرداد علب الصفيح ولم يتم العثور على أي آفة من القصدير عند تحليلها بواسطة معهد أبحاث القصدير. ويلقي بعض المراقبين اللوم على سوء جودة اللحام، حيث تم اكتشاف علب صفيح يزيد عمرها عن 80 عامًا في مباني القارة القطبية الجنوبية مع اللحام بحالة جيدة.

### أزرار نابليون
كثيرا ما تُروى القصة عن رجال نابليون الذين تجمدوا في الشتاء الروسي القارس، وتفككت ملابسهم عندما أكلت حشرة القصدير الأزرار. يبدو أن هذه أسطورة حضرية حيث لا يوجد دليل على وجود أي أزرار معطلة، وبالتالي لا يمكن أن تكون عاملاً مساهماً في فشل الغزو. كانت أزرار الزي الرسمي في تلك الحقبة بشكل عام عبارة عن عظم للمجندين ونحاس للضباط.

## اقرأ أيضاً
- تآصل